# フォビドゥンガンダム
フォビドゥンガンダム (FORBIDDEN GUNDAM) は、コズミック・イラ (C.E.) 年代を舞台とする「ガンダムSEEDシリーズ」第1作として2002年 - 2003年に放送されたテレビアニメ『機動戦士ガンダムSEED』を初出とする架空の兵器。「ガンダムシリーズ」で主流となっている人型ロボット兵器「モビルスーツ 」(MS) で、作中勢力のひとつである地球連合軍がストライクガンダムなどに次いで開発した3機の試作機の1機。可動式の大型バックパックと巨大な鎌を装備した機体で、バックパックの左右には敵のビーム攻撃を曲げて防御する特殊な盾をもつ。ブーステッドマンと呼ばれる強化人間による操縦を前提としており、そのひとりであるシャニ・アンドラスの搭乗機として劇中後半より登場する。
名称の「フォビドゥン」は英語で「禁断」「禁忌」などを意味する。作品の公式ウェブサイトや各種メディア、関連商品などでは「フォビドゥンガンダム」と公称されるが、作品内の設定ではほかの同型機とともに固有名の「フォビドゥン」が正式名称となる。
メカニックデザインは大河原邦男が担当した。
当記事では、そのほかのアニメや漫画・小説などの外伝作品に登場する各バリエーション機の解説も行う。

## 設定解説
アズラエル財団傘下の国防連合企業体が、初期（第1期）GAT-Xシリーズのデータをもとに開発した後期（第2期）GAT-Xシリーズの1機。これら後期シリーズに採用された内部フレームは、初期シリーズの5機に採用されたX100、X200、X300系のいずれかの系列に属しつつも、より改良を加えた新造フレームとなっている。 さらに、通常装甲の下に配置されたフェイズシフト装甲（PS装甲）を被弾時のみに起動する「トランスフェイズ装甲（TP装甲）」を採用したことで、エネルギー消費の軽減とより高出力の火器の実装が可能となり、外見上のPSダウン状態を敵に悟られなくする利点を生み出している。ストライクダガーと共通規格で全天周に近いモニター構造のコックピットやナチュラル用操縦OSも採用されているが、高性能なぶん操縦の負担が増大しているため、「生体CPU」と呼ばれる強化兵士「ブーステッドマン」の搭乗を前提としている。
本機は前期GAT-X機のブリッツと同じX200系列機として設計され、ミラージュコロイド技術を使って敵地に単独侵入するという運用思想も共通している。ただし、従来のミラージュコロイド・ステルスがPS装甲と併用できず稼働時間も短い欠点をもっていたことから、敵のビーム攻撃自体を無効化する特殊兵装「ゲシュマイディッヒ・パンツァー」が採用された。「フォビドゥン（禁断）」という機体名も、本兵装の対ビーム特性に由来している。機体本体は高い運動性を維持したシンプルな構成となり、大型のバックパックにパンツァーを含む各装備や大容量エネルギーパック、スラスターなどを集約させている。このバックパックで頭上を覆うことで高速強襲形態となり、強大な推力による大気圏内飛行や、高い耐圧機能を生かした水中行動も可能となる。ただし、強襲形態は背部の全装備が使用可能となる一方で腕部の可動範囲が制限され、一部の固定火器や携行武装の使用に適さない欠点もある。そのため、機動性と火力、防御力に優れた強襲形態で敵機に接近後、通常形態に戻って格闘戦を挑む戦法を主体としている。

### 武装
75mm対空自動バルカン砲塔システム「イーゲルシュテルン」
地球連合軍およびオーブ連合首長国軍の艦船、MSに共通して装備される頭部機関砲。ミサイルなどの迎撃や、牽制手段として使用される。
誘導プラズマ砲「フレスベルグ」
バックパック先端部に内蔵された高出力ビーム砲。一撃で複数のMSを破壊する威力をもつほか、左右のエクツァーン砲身側面にある誘導装置の磁場干渉によってビームの軌道をねじ曲げ、敵に回避タイミングを見誤らせることも可能。C.E.における戦闘では、砲身の向きから照準を予測して砲撃を回避する手法が定石となっており、それへの対処のためにこのような曲射ビーム砲が開発された。
115mm機関砲「アルムフォイヤー」
両腕に内蔵された重機関砲。非PS装甲製MSを撃破し得る威力と連射性能から近接戦闘時の制圧手段に適しており、固定火器ゆえに携行武装を保持したままでの使用が可能。
88mmレールガン「エクツァーン」
強襲形態時のバックパック両側に展開される電磁加速砲。中央にあるフレスベルグのビーム軌道を曲げるための磁場発生器としても機能する。
エネルギー偏向装甲「ゲシュマイディッヒ・パンツァー」
ミラージュコロイドの原理を応用した対ビーム防御システム。バックパック両側の可動装甲の表面に発生させた磁場でビームの粒子を歪曲させ、自機への命中を避ける。また、使用時はミラージュコロイドのミストを周囲に噴霧しており、バックパックには散布したビーム偏向用のミラージュコロイドを制御する電波発生機能を持つとした資料もみられる。実体兵器の歪曲はできないが、表面に施されているTP装甲を利用した通常のシールドとしても機能する。なお、本体への密着状態から放たれたビームを曲げることは原理的に不可能であるため、接近戦時の効果は限定される。また、電力を多く消費するシステムとされる。稼働における電力は新型の大容量ジェネレーターによって賄われる。『SEED』のアニメ第47話（リマスター版第45話）では、強襲形態以外でも使用する描写がある。続編の『機動戦士ガンダムSEED DESTINY』では、軌道間全方位戦略砲レクイエムのビームを反射させる中継衛星に採用されている。「ゲシュマイディッヒ」はドイツ語で「柔軟な」、「パンツァー」は「装甲」の意。
重刎首鎌「ニーズヘグ」
先端に打突用スピアを備えた格闘戦用の大鎌。その刀身にはグレイブヤードからもたらされた特殊精錬技術が用いられていると伝えられる。PS装甲に対しては有効打撃こそ与えられないが、通常装甲に対する切れ味は鋭い。オーブ海軍の護衛艦の艦橋を切り落とすことも可能としている。「ニーズヘグ」は北欧神話の伝わるニーズヘッグという蛇（ドラゴン）の名に由来する。

### 劇中での活躍
地球連合軍の強化パイロット（ブーステッドマン）のひとりであるシャニ・アンドラスが搭乗し、系列機のカラミティやレイダーとともに、オーブ解放作戦で初投入される。レイダーとの連携でキラ・ヤマトのフリーダムを追い詰めるが、救援に現れたアスラン・ザラのジャスティスの介入を受け撤退する。今度はカラミティを含めた3機がかりで再戦を挑むが、能力増進薬「γ-グリフェプタン」の効果消失による禁断症状でパイロットたちが戦闘継続困難となり、再度撤退する。
宇宙進出後は、ほかの2機とともにアークエンジェル級2番艦「ドミニオン」の艦載機となり、ボアズ攻略戦や第二次ヤキン・ドゥーエ攻防戦で多数のMSや艦船を撃破するとともに、フリーダムやジャスティスとも互角に渡り合う。ヤキン戦終盤では、ザフトパイロットのイザーク・ジュールとディアッカ・エルスマンがそれぞれ搭乗するデュエルとバスターと交戦し、フレスベルグのビームでデュエルを破壊しようとするが、追加装甲のアサルトシュラウドを排除して回避したデュエルの接近を許し、二刀流ビームサーベルの一撃目で両腕とレールガンを切断され、二撃目でコックピットを貫かれて撃破される。

## フォビドゥンブルー
模型雑誌『月刊ホビージャパン』連載の連動企画である『機動戦士ガンダムSEED MSV』から初登場。カラミティ、レイダーのバリエーション機とともに陸海空の仕様をコンセプトとしており、甲羅状のバックパックをもつフォビドゥンにハサミや尾を追加することで水棲生物らしさを強調している。デザインはオリジナルと同じく大河原邦男が担当した。
グーンやゾノといったザフト製水陸両用MSの後塵を拝していた地球連合軍が、フォビドゥンをベースに開発した初の水中戦用MS。ゲシュマイディッヒ・パンツァー（耐圧用装甲アレイ）の力場で周囲の水分子に干渉することで、水圧や抵抗を減免するという独自機構を採用している。この力場が持続する限りは、潜航深度が理論上無制限となり、航行速度も100ノット以上に達する。従来のビーム屈曲機能も継承されているが、ベース機と違って近距離でのビームサーベル系武装を拡散・防御することが可能。一方、機体側には他機のような耐圧殻がなく、エネルギー切れなどでパンツァーとTP装甲が機能停止すると、水圧に耐えられず瞬時に圧壊する危険性がある。このため、テストパイロットからは「フォビドゥン・コフィン（禁断の棺桶）」などと揶揄される。
武装は、ベース機と同じ頭部イーゲルシュテルン、ベース機の装備に自動防水マズルキャップを追加した腕部アルムフォイヤー、3種のバリエーションをもつバックパック両側のスーパーキャビテーティング魚雷キャニスターポッド、左右のゲシュマイディッヒパンツァーにハサミ状に配置されたニーズヘグの刃、ベース機のフレスベルグから置換された水陸兼用フォノンメーザー砲、アンカー（錨）や超長波アンテナ、曳航ソナー、アレイを内蔵した尻尾状のバックパック複合ユニット「テイルエクステンション」、ニーズヘグに代わる手持ち式のトライデント（三又槍）。

### 劇中での活躍（ブルー）
計4機が製造され、ジェーン・ヒューストンなどによって試験運用後に実戦投入される。また、ジェーン機は漫画版・フォトストーリー版『機動戦士ガンダムSEED DESTINY ASTRAY』で描かれた南アメリカ独立戦争にも参加し、不得意な陸上戦でエドワード・ハレルソンの搭乗するソードカラミティと交戦する。ジェーンが連合を離反してからは南アメリカ所属となり、元・友軍のディープフォビドゥン部隊と交戦する。
漫画版『機動戦士ガンダムSEED ASTRAY』では、ソードカラミティ3号機やレイダー制式仕様、ロングダガーとともに、ロンド・ミナ・サハク指揮下のオーブ連合首長国宇宙ステーション「アメノミハシラ」内に保管されている。ほかの配備機と異なり、唯一実戦投入される場面がない。

## ディープフォビドゥン
『SEED MSV』以降に登場。
フォビドゥンブルーの実働データが反映された制式採用型。開発には、ブルーの搭乗経験があるジェーン・ヒューストン自身も参加している。105ダガーをベースとしていたほかの連合系量産機に対し、主戦場が水中であることからX100系ではない新規設計機となっている。コックピット周辺にチタン合金製の耐圧殻を採用しており、ブルーの欠点であった緊急時の耐圧性を改善している。
武装は、ブルーからイーゲルシュテルンとアルムフォイヤーを省略した構成で、腕部に追加されたハードポイントに各種火器を装着することも可能。
C.E.71年6月30日にロールアウト後の第二次カサブランカ沖海戦で、少数がブルーと混成投入され、ザフトの水中MS部隊を壊滅させる戦果を収める。この結果が、ザフトがアビスの開発に着手した要因ともされている。

## フォビドゥンヴォーテクス
『機動戦士ガンダムSEED DESTINY』などに登場。『DESTINY』のアニメ放送当時に刊行された雑誌および書籍内では、フォビドゥンブルー自体が登場すると最初に告知されていたが、のちに名称がヴォーテクスに改められている。
『機動戦士ガンダムSEED DESTINY』に登場。フォビドゥンブルーの外見をほぼ踏襲しつつ、ディープフォビドゥンからの技術フィードバックも加味して開発された制式採用型。こちらもディープと同じくコックピットに耐圧殻が採用されており、潜行深度と潜水時間が増している。
ヘブンズベース攻防戦で反ロゴス同盟軍の水中部隊を圧倒するが、敵の物量を生かした連携攻撃によって撃破される。

## ロートフォビドゥンガンダム
雑誌『月刊ホビージャパン』の模型連動企画『機動戦士ガンダムSEED DESTINY R』から初登場。プロモデラーのセイラマスオが製作した作例をもとに設定が付加されている。のちに刊行された書籍では町田能彦による画稿が掲載されている。
「ダブル・ブイ」ことヴァレリオ・ヴァレリを主任とするアクタイオン・インダストリー社の技術者チームが、自社主宰による「アクタイオン・プロジェクト」の思想を反映して製作した後期GAT-X機の3号機。「ロート」はドイツ語の「赤」を意味する。完成した3機には「ベース機の能力を2倍に増強しつつ弱点もカバーする」というダブル・ブイのプランが反映されており、改修前の能力や武装を2倍に増強しつつ、装備分の重量増加で低下した機動性を追加のスラスターで支える強引な手法が採られている。また、系列機であるブラウカラミティやゲルプレイダーとともに、3機一組での連携を想定した「トリオシステム」が導入されており、人工知能の「80」による無人運用が可能となっている。最初に完成したブラウ1機で開発予算の半分以上を浪費したため、残る2機にはそれぞれ量産型のフォビドゥンヴォーテクスとレイダー制式仕様が選定されたが、それでも全体経費は当初予定の2.6倍に達している。
「攻撃」担当のブラウと「かく乱」担当のゲルプに次いで、本機には「防御」の担当が割り当てられ、フロントスカートと脚部に艦艇用対ビーム粒子放出装置を組み合わせたミラージュコロイド噴射装置を追加することで、ゲシュマイディッヒ・パンツァーの防御範囲が全方位へと拡大している。当初は、パンツァーの装甲板を倍の4枚に増やす予定だったが、エネルギー出力係数の観点からこの方式に変更された。従来武装のフレスベルグはより大型・高出力化され、ニーズヘグは左右対称形の鎌刃と2連装スピアーをもつ重刎双首鎌「ツインニーズヘグ」に強化、フレスベルグとエクツァーンの中間部分には迎撃用の拡散ビーム砲が増設されている。